# Le Bourget
Le Bourget là một xã trong vùng đô thị Paris, thuộc tỉnh Seine-Saint-Denis, vùng hành chính Île-de-France của nước Pháp, có dân số là 12.110 người (thời điểm 1999).
Xã này là nơi có sân bay Paris-Le Bourget. Sân bay Le Bourget cũng là địa điểm của Musée de l’Air et de l’Espace, bảo tàng hàng không cổ nhất thế giới, và triển lãm quan trọng Paris Air Show.

## Những người con của thành phố
- Germinal Pierre Dandelin, nhà toán học